# Vita 2000
Vita 2000 is de gymnastiekvereniging van Baarn in de provincie Utrecht.
De vereniging is ontstaan door een fusie van de verenigingen BG&SV en Excelsior Baarn. In 1891 nam onderwijzer aan de Oosterschool, dhr. G.A. van Dijk, het initiatief tot het oprichten van de Baarnse Gymnastiek en Schermvereniging, kortweg BG&SV. Er werd geturnd in een koetshuis aan de Eemnesserweg. In Baarn werd in 1908 de christelijke gymnastiekvereniging opgericht.
In 2000 werden ter gelegenheid van de fusie het nieuwe VITA 2000 logo en de nieuwe gymkleding en kleuren gepresenteerd. Er wordt gebruikgemaakt van de gymnastiekzalen De Spoorslag, De Loef, de Driesprong en van de Waldheim-mavo in Baarn.